# دانشگاه خراسان
دانشگاه خراسان (پوهنتون خراسان)، دانشگاهی خصوصی در شهر جلال‌آباد افغانستان است.

## پیشینه
دانشگاه خراسان، دانشگاهی خصوصی در جلال‌آباد است که در سال ۲۰۰۶ میلادی تأسیس شد.